# 台北悬钩子
台北悬钩子（学名：Rubus suzukianus）为蔷薇科悬钩子属下的一个种。

## 扩展阅读
維基物種上的相關：台北悬钩子